# Parc national des Calanques
 Parc national des Calanques eller Nationalpark Calanques er en nationalpark der ligger i det sydlige Frankrig i regionen Provence-Alpes-Côte d'Azur. Parken blev oprettet i 2012. Den omfatter et areal på mere end 520 km², hvoraf 85 km² er på land, og det resterende er marine områder i Middelhavet der ligger mod syd. Den omfatter dele af Massif des Calanques og strækker sig mellem Marseille and Cassis.

## Eksterne kilder og henvisninger
1. ↑  Parc national des Calanques: "Carte d'identité" Arkiveret 16. juni 2013 hos  Wayback Machine, retrieved 12 July 2013
2. ↑  Parc national des Calanques: "Massif des Calanques" Arkiveret 16. juni 2013 hos  Wayback Machine, retrieved 12 July 2013

- Wikimedia Commons har flere filer relateret til Parc national des Calanques
- Officielt websted